# Faramea angusta
Faramea angusta är en måreväxtart som beskrevs av Charlotte M. Taylor. Faramea angusta ingår i släktet Faramea och familjen måreväxter. IUCN kategoriserar arten globalt som nära hotad.
Artens utbredningsområde är Ecuador. Inga underarter finns listade i Catalogue of Life.